# ناثان ثرال
ناثان ثرال مؤلف وكاتب مقالات وصحفي أمريكي يقيم في القدس. مؤلف كتاب «اللغة الوحيدة التي يفهمونها: فرض التسوية في إسرائيل وفلسطين»، ويكتب في مجلد نيويورك تايمز، لندن ريفيو أوف بوكس، نيويورك ريفيو أوف بوكس. عمل مديرًا في مجموعة الأزمات الدولية، حيث غطى إسرائيل والضفة الغربية وغزة وعلاقات إسرائيل بجاراتها من 2010 إلى 2020.

## الخلفية والتعليم
نال الشهادة الجامعية من جامعة كاليفورنيا، كلية الدراسات الإبداعية في سانتا باربرا، ثم الماجستير في السياسة من جامعة كولومبيا. كان عضوًا في هيئة تحرير مجلة نيويورك ريفيو أوف بوكس. وظفه روبرت مالي في مجموعة الأزمات الدولية، وأثناء عمله فيها عاش في غزة.

## أعمال

### اللغة الوحيدة التي يفهمونها
نالت مجموعة المقالات التي كتبها ثرال تحت عنوان «اللغة الوحيدة التي يفهمونها: فرض التسوية في إسرائيل وفلسطين» مراجعات جيدة في مجلة النيويورك تايمز، ومجلة الشؤون الخارجية، ومجلة تايم، ومجلة نيويورك ريفيو أوف بوكس. كتب عنه بوب جولدفارب في مجلس الكتاب اليهودي إنه «يتحدث بوضوحٍ لا مثيل له عن ديناميكيات العلاقات الإسرائيلية الفلسطينية، وشرحٌ أساسي للتاريخ والشخصيات والأفكار التي خلف الصراع» اختارته مجلة موزايك أحد أفضل كتب العام 2018، وجاء فيها أنه «إعادة واسعة الاطلاع لسردية الصراع الإسرائيلي الفلسطيني تجبر القارئ على إعادة النظر بجدية وجدة في فرضياته. يقدم من خلال إعادة سردية مقاومة للسائد مساهمةً مثيرةً ومذهلةً أحياناً لهذا النوع من الكتابات».

### وهم الأنظمة المنفصلة
نشرت مجلة لندن ريفيو أوف بوكس في كانون الثاني (يناير) 2021 مقالًا له بعنوان «وهم الأنظمة المنفصلة»، حيث قال فيه: «إن الفرضية التي صاغتها حركة السلام الآن، وحزب ميرتس، وهيئة تحرير صحيفة هاآرتس، وغيرها من منتقدي الاحتلال، أن إسرائيل دولة ديمقراطية، تقوم على الاعتقاد بقدر المرء على الفصل بين دولة ما قبل 1967 وباقي الأراضي الخاضعة لسيطرتها. فلابد من صيانة جدار مفاهيمي بين نظامين: إسرائيل الديمقراطية (الصالحة) واحتلالها المؤقت (السيء). أشاد جدعون ليفي بالمقال في صحيفة هاآارتس وكتب عنه «نشر الكاتب الأمريكي الذي يعيش في القدس ناثان ثرال مقالًا كاشفًا موسعًا للآفاق في مجلة ندن ريفيو أوف بوكس .... ولم يتردد في انتقاد المنظمات الصهيونية المدعية لليبرالية واليسارية، كحزب ميرتس وحركة السلام الآن وييش دين وصحيفة هآارتس. كل هؤلاء يعتقدون أن إسرائيل دولة ديمقراطية ويعارضون صفة الضم العسكري لأنه قد يقوض اعتقادهم الخاطئ أن الاختلال يحدث في مكان ما آخر خارج إسرائيل، مؤقتًا فقط».

### يوم من حياة عابد سلامة
نشرت مجلة نيويورك ريفيو أوف بوكس في آذار (مارس) 2021 قطعةً من تأليفه بعنوان «يوم من حياة عابد سلامة: سعى رجل للعثور على ابنه يكشف عن واقع الحياة الفلسطينية تحت الحكم الإسرائيلي» مع مقطع فيديو رسوم متحركة ترويجي. وكان ممن تحدث عن المقال مجلة واشنطن بوست، وفورين بوليسي، وأميريكان بروسبكت، وجويش كرنتس، ومطبوعات أوروبية، والصحيفة الإسرائيلية هاآرتس، وحلقة بودكاست استضافها بيتر بينارت الذي يكتب مقالات في نيويورك تايمز، وحديث لأربعين دقيقة على جزئين على برنامج الديمقراطية الآن! وصفته لونغريدس بأنه «إنجاز مذهل في عالم التقارير» وصنفته أفضل قطعة لعام 2021.

## بيبليوغرافيا

### كتب
- Thrall، Nathan (2017). The Only Language They Understand: Forcing Compromise in Israel and Palestine. New York, NY: Metropolitan Books, Henry Holt & Company. ISBN:978-1627797092. مؤرشف من الأصل في 2023-11-08. Hardcover (ردمك 1627797092، وردمك 978-1627797092); Electronic (ردمك 1627797106، وردمك 978-1627797108) (electronic book). Thrall، Nathan (2018). The Only Language They Understand: Forcing Compromise in Israel and Palestine. New York, NY: Picador. ISBN:978-1250303899. مؤرشف من الأصل في 2023-11-08. Paperback (ردمك 1250303893، وردمك 978-1250303899). Audio book: Tantor Audio, 2017. ASIN: B071VGJDQK.[6]

### فصول من كتاب
- «هل يمكن لحماس أن تكون جزءاً من الحل؟»، في كتاب حرره جيمي ستيرن وينر. «لحظة الحقيقة: معالجة أصعب الأسئلة التي تواجه إسرائيل وفلسطين». (نيويورك)، نيويورك: أور بوكس، 2018.[28]

## الجوائز والتكريم
- جائزة بوليتزر 2024 عن فئة الأعمال غير الروائية العامة لكتابه: يوم في حياة عبد سلامة: تشريح مأساة القدس.[29]

## روابط خارجية
- ناثان ثرال | الموقع الرسمي
- ناثان ثرال | المؤلفون | ماكميلان للنشر
- مجموعة الأزمات الدولية